# ليوناردو بينيديتي
ليوناردو بينيديتي (بالإنجليزية: Leonardo Benedetti)‏ (من مواليد 6 يونيو 2000) هو لاعب كرة قدم إيطالي يلعب كلاعب خط وسط لنادي باري، على سبيل الإعارة من نادي سامبدوريا.